# シャドウラン (2007年のビデオゲーム)
『シャドウラン』 (Shadowrun) とは、2007年6月21日に発売されたファーストパーソン・シューティングゲームである。

## 概要
TRPGであるシャドウランを基とするFPSである。 元となるシャドウランの世界観により、従来の銃器に加えて、古代魔法と先進テクノロジーによる攻撃が可能となっている。Xbox 360版とWindows Vista版とによる最大16人のクロスプラットフォームでの対戦を売りにしており、それを反映してオンライン対戦に特化したゲームデザインとなっている。
一人用のトレーニングモードはあるが、ストーリー等は省かれており、操作方法を身に付けるだけの簡素なものとなっている。

## 特徴
上記の通り、従来のFPS同様重火器による攻撃と、魔法によるテレポートや体力回復、死者の蘇生が可能になっている。
プレイヤーの代わりとなるキャラクターも、ヒューマン･エルフ・トロール・ドワーフからなり、それぞれ魔法への適正･重火器の使用制限･歩行速度等、長所短所が存在する。